# Ben Wildman-Tobriner
Ben Wildman-Tobriner (n. 21 septembrie 1984, California, SUA) este un înotător ce a reprezentat Statele Unite ale Americii, medaliat olimpic. A participat la o ediție a Jocurilor Olimpice (2008) în care a câștigat două medalii de aur.